# Empêchement à mariage en France
Pour les articles homonymes, voir Empêchement.
En droit civil français, il peut y avoir des empêchements à mariage. C'est-à-dire des cas faisant obstacles à mariage, principalement pour des raisons de prohibition de l'inceste et de la consanguinité.

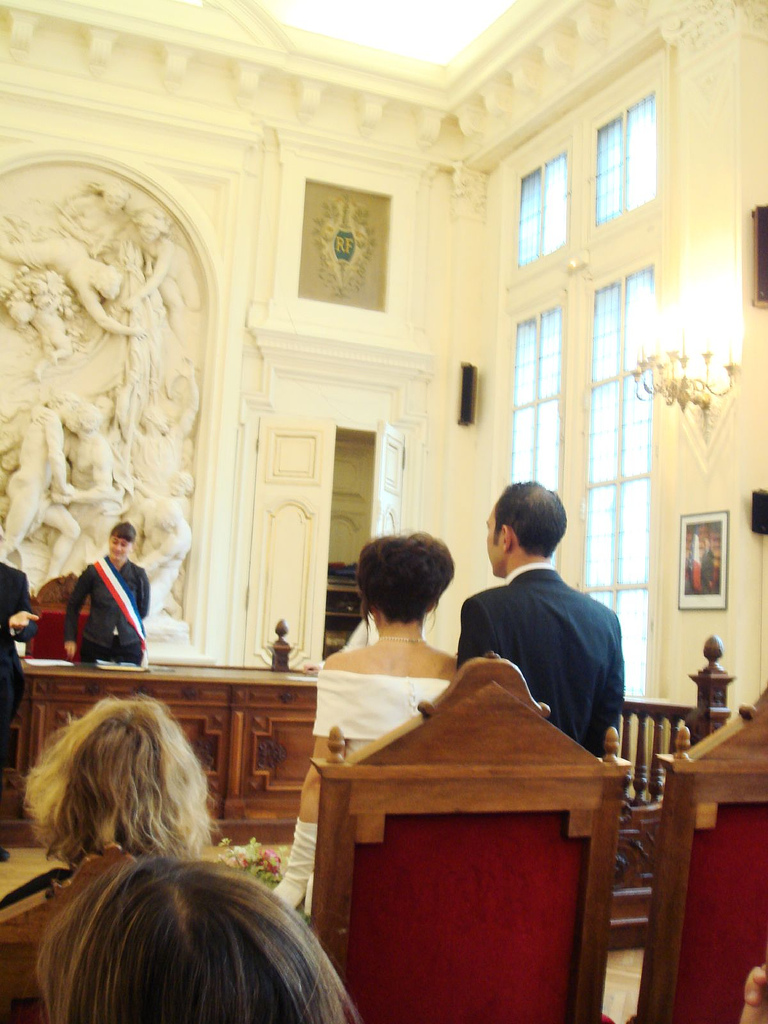
Le mariage est une cérémonie publique au cours de laquelle peut être porté à la connaissance de l'officiant une cause d'empêchement

L'empêchement, évoqué par l'article 184 du Code civil, se dit des cas, qu'il énumère à titre non exhaustif, qui font obstacle à la célébration du mariage. Soit l'empêchement est dirimant, ce qui rend annulable de manière absolue un mariage qui aurait été célébré en l'absence de ces conditions de fond (polygamie, entorse au caractère public de la célébration). Soit il est simple (ou prohibant), ce qui ne rend pas annulable un mariage célébré dans ces conditions que le juge est libre d'apprécier, sous réserve qu'il n'y ait pas d'intention frauduleuse, et ce, quand bien même l'officier d'état civil avait le devoir de ne pas célébrer l'union.

## Hypothèses d'empêchement
Les hypothèses d'empêchement dirimant au mariage peuvent être résumées ainsi :
- L'absence de nubilité (article 144 du Code civil[L 2]).  La nubilité est exigée au moment de la célébration, soit 18 ans révolus pour les hommes et pour les femmes (depuis 2006). Toutefois, le procureur de la République peut accorder une dispense pour motif grave (article 145 du code civil[L 3]). En pratique, en cas de grossesse par exemple.
- L'absence de consentement légitime (article 146 du Code civil[L 4]). Même un majeur sous tutelle doit consentir à son mariage mais une maladie mentale avérée ou un état de démence, voire d'ébriété au moment de la célébration sont susceptibles d'être appréciés par le juge comme ayant altéré le consentement. Pour un majeur sous curatelle, il faut le consentement du curateur, à défaut celui du juge des tutelles (article 513 du Code civil[L 5]). Il y a lieu également d'apprécier si les motifs du consentement ne sont pas étrangers à l'union célébrée, en particulier s'il s'agissait, à titre exclusif, d'obtenir un titre de séjour (domaine des mariages blancs dits aussi « simulés »). Par ailleurs, il appartient à l'officier d'état civil d'interpréter les signes du consentement d'un contractant ne pouvant parler ou les signes d'un consentement sous contrainte.
- La polygamie (article 147 du Code civil[L 6]).  Les mariages précédents doivent être dissous avant de contracter un nouveau mariage, sans qu'il soit possible de régulariser a posteriori. Il s'agit ici d'une prohibition d'ordre public. Toutefois, un mariage contracté à l'étranger en état de bigamie de l'un ou des deux époux n'est pas nul en France si les lois nationales ou les statuts personnels, éventuellement différents, de chaque époux autorisent la bigamie.
- La consanguinité (articles 161[L 7], 162[L 8] et 163[L 9] du code civil). Que la parenté soit légitime ou naturelle, le mariage est ainsi impossible : en ligne directe entre ascendants et descendants, et les alliés dans la même ligne ; en ligne collatérale, entre le frère et la sœur, ainsi que pour les alliés au même degré ; entre l'oncle et la nièce, entre la tante et le neveu et, de jurisprudence, entre le grand-oncle et sa petite-nièce. Il s'agit ici d'une prohibition d'ordre public. Toutefois, le président de la République peut, pour des motifs graves accorder une dispense pour les mariages entre alliés en ligne directe si la personne créant l'alliance est décédée, à ceux entre beaux-frères et belles-sœurs et à ceux entre oncle et nièce ou tante et neveu (article 164 du Code civil[L 10]).
- La clandestinité du mariage. Est ainsi envisagée d'abord l'absence de célébration publique (article 191 du code civil[L 11]). Toutefois des raisons impérieuses peuvent être prises en considération pour aménager cette condition, comme de célébrer le mariage à l'hôpital en raison de l'aggravation de l'état de santé de l'un des contractants. Ensuite, depuis 1993, cela vise aussi expressément l'absence de comparution personnelle de l'un des contractants au mariage, y compris dans l'hypothèse où celui-ci serait célébré à l'étranger (article 146-1 du code civil[L 12]). Il s'agit ici de conditions de fond au mariage.

### Législation
1. ↑  Article 184 du Code civil
2. ↑  Article 144 du Code civil
3. ↑  Article 145 du Code civil
4. ↑  Article 146 du Code civil
5. ↑  Article 513 du Code civil
6. ↑  Article 147 du Code civil
7. ↑  Article 161 du Code civil
8. ↑  Article 162 du Code civil
9. ↑  Article 163 du Code civil
10. ↑  Article 164 du Code civil
11. ↑  Article 191 du Code civil
12. ↑  Article 146-1 du Code civil